# Polimeraza
Polimeraza (grč. polymerḗs: mnogostruk + -aza) je enzim koji sintetizira duge lance polimera nukleinskih kiselina. Najpoznatije su DNK polimeraza i RNK polimeraza koje spajaju molekule DNK odnosno RNK, kopirajući obrazac DNK i RNK služeći se interakcijama baznim parovima.
Povijesne su okolnosti uvjetovale da enzimi koji su odgovorni za stvaranje drugih biopolimera nisu nazvani polimerazama. Primjer je ribosm, koji nije nazvan "proteinskom polimerazom", premda taj enzimski kompleks sastavlja aminokiseline u proteine.
Ostale poznate vrste su:
- terminalna deoksinukleotidil transferaza (TdT)
- reversna transkriptaza

Vidi:
- DNA polimeraza
  - DNA polimeraza I
  - DNA polimeraza II
  - DNA polimeraza III holoenzim
  - DNA polimeraza IV (DinB) – polimeraza za hitni popravak

- RNA polimeraza
  - RNA polimeraza I
  - RNA polimeraza II
  - RNA polimeraza III
  - T7 RNA polimeraza

## Vanjske poveznice
- Enzimatski test za utvrđivanje apoptoze u pojedinačnoj stanici (TUNEL),